# Esperantologia

La bandiera esperantista "Jubilea" (del Giubileo)

L'esperantologia è il ramo della linguistica, e in specifico dell'interlinguistica, che studia ogni aspetto della lingua ausiliaria internazionale esperanto. Non solo la lingua e la sua letteratura, ma ad esempio anche la sua storia, filosofia, glottodidattica, psicolinguistica e sociolinguistica. Ed anche delle lingue da esso derivate e dei progetti di riforma (esperantidoj).
L'esperantologia occupa una posizione privilegiata all'interno dell'interlinguistica, in quanto l'esperanto è la lingua pianificata di gran lunga più utilizzata dalla sua creazione (1887). Fornisce più materiale per lo studio e la ricerca di ogni altra lingua artificiale, e la maggior parte della letteratura specializzata nel campo è sull'esperanto e spesso in esperanto.

## Storia

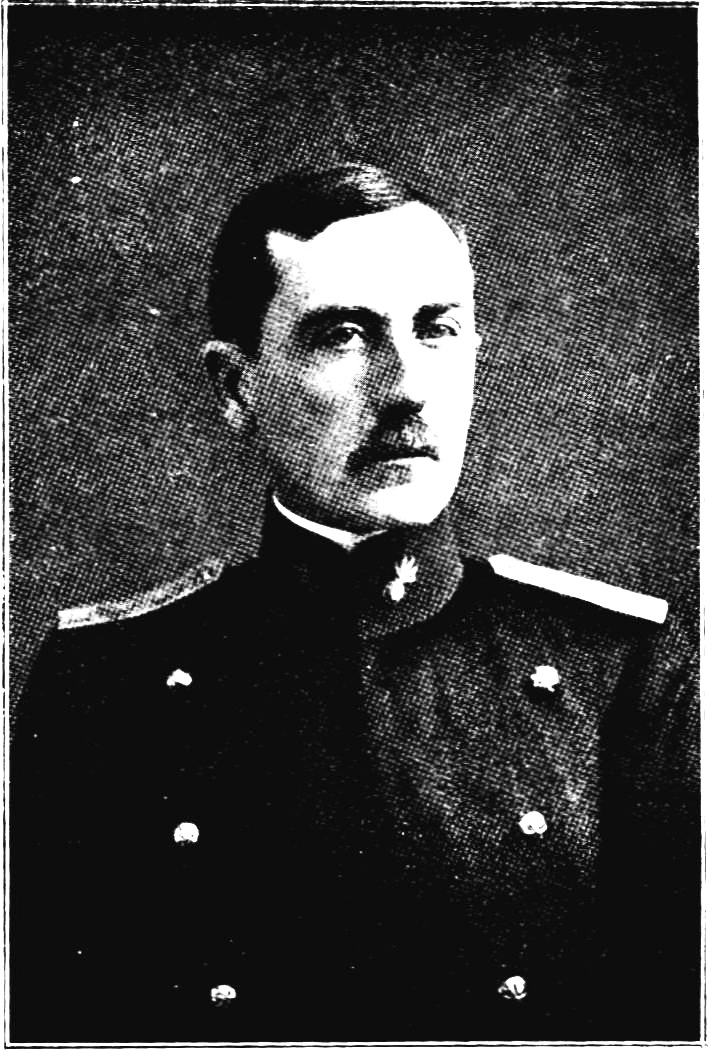
Il linguista svizzero René de Saussure, il primo esperantologo

L'iniziatore dell'esperantologia come disciplina scientifica autonoma è considerato René de Saussure, fratello del "Padre della linguistica moderna" Ferdinand de Saussure. Nonostante anch'egli proponesse una riforma dell'esperanto, al culmine dello scisma dell'Ido (1908) difese il metodo di formazione delle parole in esperanto, in nome del principio da lui creato della "necessità e sufficienza", secondo cui ogni termine deve contenere tutte e soltanto le radici necessarie a specificarne il significato; in contrapposizione al "principio di reversibilità" di Louis Couturat secondo cui l'esperanto non possiede un criterio coerente di formazione delle parole composte. Saussure sottolineò inoltre che la logicità del sistema esperantista comprendesse anche un maggior numero di leggi linguistiche di quanto i suoi creatori fossero consapevoli.
La prima menzione del termine "esperantologia" risale al 1911, contenuta in un articolo del giapponese Osaka Kenji pubblicato nella rivista Orienta Stelo (Stella dell'Oriente), organo del circolo esperantista della città di Yokosuka.
Il termine entrò nell'uso comune in seguito al suo largo impiego da parte dell'esperantista tedesco Eugen Wüster, che ne suggerì specificatamente l'adozione in un suo articolo pubblicato nel 1921 sulla rivista Esperanto Triumfonta (L'esperanto che trionferà), che prenderà in seguito il nome di Heroldo de Esperanto (Araldo dell'esperanto), con il quale viene ancora oggi regolarmente pubblicata. Per questa ragione Wüster è spesso indicato come il creatore del termine. In seguito, nel 1955, Wüster pubblicherà un articolo sulla storia dei termini "esperantologia" ed "interlinguistica", dallo specifico titolo La terminoj "esperantologio" kaj "lingvistiko".
Oltre ai succitati, i più noti esperantologi sono: i francesi Gaston Waringhien e Pierre Janton, i tedeschi Detlev Blanke e Ulrich Lins, l'ungherese István Szerdahelyi, il belga Claude Piron, l'inglese John Wells, l'anglo-americano Humphrey Tonkin, il croato-britannico Ivo Lapenna, gli svizzeri Edmond Privat e Tazio Carlevaro, l'italo-americano Mario Pei, l'italo-svizzero Giorgio Silfer (pseudonimo di Valerio Ari). Tra gli italiani i fratelli Bruno ed Elio Migliorini, Renato Corsetti,  Fabrizio Pennacchietti, Carlo Minnaja e Davide Astori; fra i giovani Federico Gobbo.
Le riviste, esperantiste o meno, che pubblicano articoli di interlinguistica, come Literatura Foiro e Heroldo de Esperanto, e le riviste specializzate Informilo pri Interlingvistoj (IPI), Language Problems and Language Planning, Intrelinguistisches Informationen ed Esperantologio/Esperanto Studies (EES), pubblicano anche articoli di esperantologia. Un'analoga rivista, dal titolo Esperantic Studies, pubblicata fino al 2006, è disponibile on-line.

### In italiano

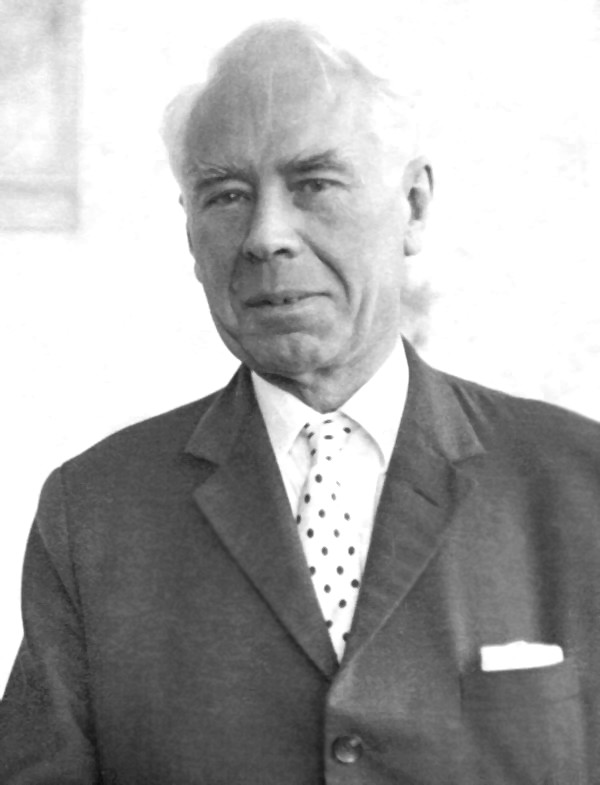
Il linguista tedesco Eugen Wüster, pioniere dell'esperantologia

- Anna Maria Dall'Olio, Verde! - Viaggio nel mondo dell'esperanto, Macerata, Edizioni Simple, 2024, ISBN 978-88-6924-716-3
- Alessandra Madella, L'esperanto: facilità di apprendimento e aiuto nello studio di altre lingue, Pisa, Edistudio, 2023. ISBN 978-88-7036-818-5
- Camilla Peruch, La lingua neutrale. Una voce fuori dal coro, Vittorio Veneto (TV), Kellermann Editore, 2020, ISBN 978-88-6767-094-9
- Casimiro Gamba, L'esperanto "nascosto". Il progetto del Majstro Zamenhof a cent'anni dalla morte, Acireale, Tipheret, 2018, ISBN 978-8864963549
- Irene Caligaris, Una lingua per tutti, una lingua di nessun paese: una ricerca sul campo sulle identità esperantiste, Roma, Aracne, 2016, ISBN 978-88-548-8864-7
- O. Cilli, A.R. Smith, P.H. Wynne, J.R.R. Tolkien l'esperantista. Prima dell'arrivo di Bilbo Baggins, Prefazione di J. Garth, Barletta, Cafagna Editore, 2015, ISBN 978-88-96906-21-7
- Giuseppe Macrì, Di esperanto in esperanto. Storia di una lingua per tutto il mondo. Con intervista al prof. Renato Corsetti, Villalba di Guidonia, Aletti Editore, 2010, ISBN 978-88-6498-309-7
- Federico Gobbo, Fondamenti di interlinguistica ed esperantologia. Pianificazione linguistica e lingue pianificate, Milano, Raffaello Cortina Editore, 2009, ISBN 978-88-7043-141-4
- Andrea Montagner (a cura di), Gramsci e l'Esperanto. Quello che si sa e quello che si deve sapere/Gramsci kaj Esperanto. Kion oni scias kaj kion oni devas scii, introduzione di Carlo Minnaja, Novara, Arcipelago Edizioni, 2009, ISBN 978-8876954092
- Carlo Minnaja, L'esperanto in Italia. Alla ricerca della democrazia linguistica, collana "Ricerche", Padova, Il Poligrafo, 2007, ISBN 978-88-7115-546-3
- Giordano Formizzi, Le radici culturali dell'esperanto. La pedagogia di Giovanni Amos Comenio, Verona, Gabrielli Editori, 2006, ISBN 978-8860990075
- Irene Bignardi, Le piccole utopie (Cap. 7, Esperanto, pp. 149-172), Milano, Feltrinelli, 2003, ISBN 978-88-07-89141-0
- Vitaliano Lamberti, Una voce per il mondo. Lejzer Zamenhof il creatore dell'esperanto, Milano, Mursia, 1991, ISBN 9788842510567
- Andrea Chiti-Batelli (a cura di), La comunicazione internazionale tra politica e glottodidattica. L'esperanto, cento anni dopo, prefazione di Arrigo Castellani, Milano, Marzorati Editore, 1987, ISBN 978-8828000617
- Giorgio Silfer, Se mi ne estus hebreo... Una ricerca sulle origini dell'esperanto, Milano, Centro italiano di interlinguistica, 1986

### In altre lingue
- (EN)  Guilherme Fians, Esperanto Revolutionary and Geeks. Language Politics, Digital Media and the Making of an International Community, London, Palgrave MacMillan, 2021, ISBN 978-3-030-84230-7
- (EN)  Esther Schor, Bridge of Words. Esperanto and the Dream of a Universal Language, Metropolitan Books, 2015, ISBN 978-0805090796
- (EN)  Wendy Heller, Lidia: The Life of Lidia Zamenhof, Daughter of Esperanto, Welwyn, George Ronald, 1985
- (EN)  Peter Glover Forster, The Esperanto Movement, L'Aia, Mouton, 1982, ISBN 90-279-3399-5
- (EN)  Marjorie Boulton, Zamenhof, Creator of Esperanto, London, Routledge and Kegan Paul, 1960
- (FR)  François Lo Jacomo (dir. André Martinet), Liberté au autorité dans l'évolution de l'espéranto, Université de Paris V (Thèse de 3e cycle en linguistique) Paris, 1981, 384 pp. Tesi pubblicata dall'autore
- (FR)  Pierre Janton, L'espéranto, collana "Que sais-je?", Paris, PUF, 1994 [1973]
- (DE)  Matthias Ulrich, Esperanto - das neue Latein der Kirche: Die internationale Sprache im Dienst der Verständigung unter evangelischen und katolischen Christen, Meßkirch, Gmeiner-Verlag, 1999, ISBN 978-3926633392
- (DE)  Otto Jespersen, Meine Arbeit für eine internationale Sprache (Schriften zur Esperantologie und Interlinguistik; Bd. 31), Bad Bellingen, Edition Iltis, 2013, ISBN 978-3-943341-03-4
- (DE)  Pierre Janton, Einführung in die Esperantologie, 2ª ed., Hildesheim, Georg Olms Verlag, 1993, ISBN 3-487-06541-X
- (DE)  Richard Schulz, Mein geliebtes Esperanto, Gerlingen-Stuttgart, Bleicher Verlag, 4ª ed. 1989 [1976], ISBN 3-88350-012-7
- (ES)  Giorgio Silfer, Maria Elena Ruiz Cruz, Breve historia cultural de la comunidad esperantófona, Città del Messico, Casa edotorial Grañen Porrúa, 2019, ISBN 978-607-8341-82-5
- (EO)  Edmond Privat, Vivo de Zamenhof, 1920
- (EO)  Claude Piron, La bona lingvo, Vienna, Pro Esperanto, 1997
- (EO)  Bruno Migliorini, Lingvaj aspektoj de Esperanto, Pisa, Edistudio, 2006
- (EO)  William Auld, La fenomeno Esperanto, Rotterdam, UEA, 1988
- (EO)  Ulrich Lins, La danĝera lingvo. Studo pri la persekutoj kontraŭ Esperanto, Gerlingen, Progreso, 1988, ISBN 5010031361
  - (IT)  (trad. it. La lingua pericolosa. Storia delle persecuzioni sotto Hitler e Stalin, Piombino, TracEdizioni, 1990, ISBN 88-7205-000-6
- (EO)  John C. Wells, Lingvistikaj aspektoj de Esperanto, Rotterdam, Centro de Esploro kaj Dokumentado pri la Monda Lingvo problemo, 1978, ISBN 92-9017-021-2
- (EO, IT)  Federico Gobbo (a cura di), Lingua, politica, cultura. Serta gratulatoria in honorem Renato Corsetti, New York, Mondial, 2016, ISBN 978-1595693259
- (EO)  Reinhard Haupenthal (a cura di), Klaro kaj elasto. Fest-libro por la 80a naskiĝ-tago de Ferdinando de Diego 1919 (2 novembro) 1999, Schliengen, Iltis, 2003, ISBN 978-3932807268
- (EO)  Roman Dobrzyński, La Zamenhof-strato, Kaunas, Varpas, 2003
  - (IT)  (trad. it.) Roman Dobrzyński, Via Zamenhof. Creatore dell'esperanto. Conversazione con Louis Cristophe Zaleski-Zamenhof, Firenze, Giuntina, 2009, ISBN 978-88-8057-350-0